# 依田雄太郎
依田 雄太郎（よだ ゆうたろう）は、幕末の幕臣、剣客、暗殺者。高橋泥舟と山岡鉄舟の門人である。名前は哲二郎の表記もある。

## 生涯
小石川御箪笥町にて、御先手鉄砲組与力・依田左助の子として生まれる。依田家は高橋泥舟と山岡鉄舟の家の裏手に存在した。講武所に所属し槍術を教える。文久2年（1862年）12月、一橋慶喜に随行して上京する。
文久3年（1863年）3月9日、上京してきた浪士組の取締役並出役に就任。そのまま江戸へ帰還。
伝通院塔頭処静院住職の琳瑞や当時幕府目付となっていた元水戸藩士原市之進の弟子綿引泰（東海）と接近した師匠を叛臣と呼び、批判する。
慶応3年（1867年）7月11日、鈴木恒太郎、鈴木豊次郎兄弟と江戸を出奔、上京する。
同8月14日、原市之進を豊次郎と殺害後に自殺する。原の家来に討たれたとする記録も残る。